# لويس براند
لويس براند هو جراح وسياسي كندي، ولد في 21 نوفمبر 1925 بدنفيرملين في المملكة المتحدة، وتوفي في 1 فبراير 1994 بساسكاتون في كندا. حزبياً، نشط في الحزب الكندي التقدمي المحافظ. وقد انتخب عضو مجلس العموم الكندي.